# Rio Una da Aldeia
O rio Una da Aldeia é um rio do estado de São Paulo, no Brasil.

## Nascente
Nasce no município de Juquiá, no litoral sul do estado, na localização geográfica latitude 24º21'00" Sul e longitude 47º34'57 Oeste, bem próximo da rodovia BR-116 (cerca de 4 quilômetros).

## Percurso
Da nascente, segue em direção sudeste, praticamente paralelo à rodovia paulista SP-222. Banha os municípios de Juquiá e Iguape.

## Afluentes
- rio do Espraiado, mais ou menos na metade de seu trajeto.
- Rio Pequeno, 14 quilômetros antes de desembocar no Rio Ribeira de Iguape.

## Final
Em Iguape, se torna afluente do Rio Ribeira de Iguape na localização geográfica latitude 24º37'04" Sul e longitude 47º26'43" Oeste. Após se juntar com o rio Ribeira de Iguape, este percorre um trajeto de mais ou menos 7 quilômetros e, logo a seguir, deságua suas águas na Barra do Ribeira, na praia da Juréia, no Oceano Atlântico.

## Extensão
Percorre, neste trajeto, uma distância de mais ou menos 41 quilômetros, quando se junta ao rio Ribeira de Iguape.

## Topônimo
Segundo o tupinólogo Eduardo Navarro, o topônimo "Una" procede do tupi antigo una, que significa "preto, escuro".